# بيتر أندروود
بيتر أندروود (بالإنجليزية: Peter Underwood)‏ هو قاضي أسترالي، ولد في 10 أكتوبر 1937 في إنجلترا في المملكة المتحدة، وتوفي في 7 يوليو 2014 في هوبارت في أستراليا بسبب سرطان الكلية.